# 愛知県道334号千万町豊川線

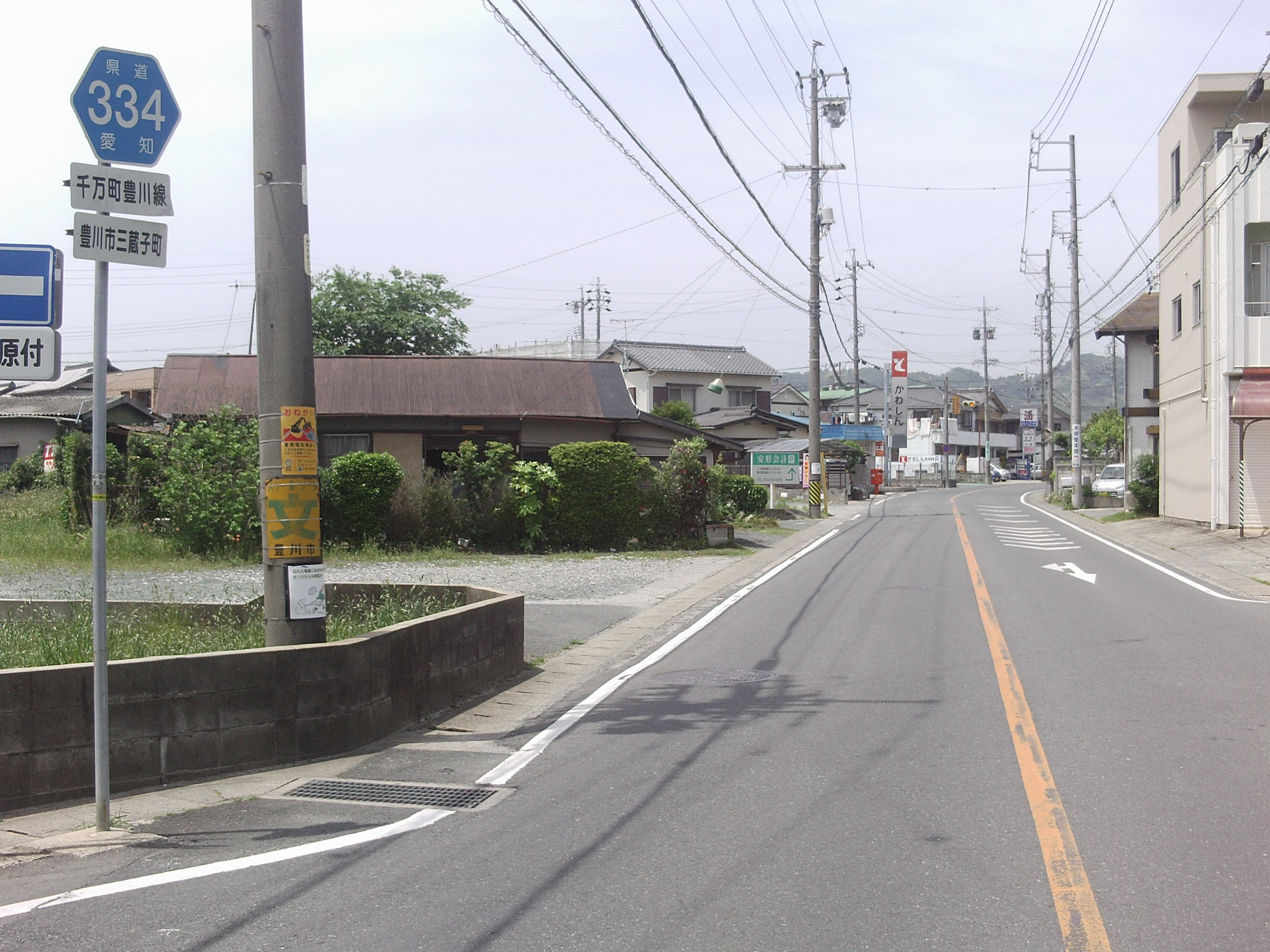
豊川市側の平野部まで下りてきた場所。

愛知県道334号千万町豊川線（あいちけんどう334ごう ぜまんじょうとよかわせん）は、愛知県岡崎市千万町町から愛知県豊川市本野町に至る一般県道である。

## 概要
主に山間部を通る道路である。岡崎市千万町町から豊川市千両町までは特に山深いところを走る。
岡崎市・豊川市の市境には杣坂峠という峠があるほか、岡崎市千万町町には「千万町坂」という坂があり、どちらもクネクネと曲がりくねった山道である。前者は豊川市側の幅員が狭く、後者は2車線だが連続10%以上、最大16%というかなりの急勾配である。

### 路線データ
- 起点：愛知県岡崎市千万町町
- 終点：愛知県豊川市本野町（本野町東浦交差点）
- 全長：約19.3km

## 歴史

### 年表
- 1959年（昭和34年）12月15日：認定[1]

## 通過する自治体
- 愛知県
  - 岡崎市
  - 豊川市

## 通行規制
区間：杣坂峠（岡崎市大代町梨木から豊川市千両町用幸まで約5km）、次の基準に達したときは道路管理者（愛知県）により通行規制の措置が取られる。また、この区間は落石注意区間でもあるため通常時の走行にも注意を要する。
- 時間雨量が40mmに達したとき。
- 連続雨量が150mmに達したとき。

## 接続する道路
- 愛知県道333号切山夏山線（岡崎市千万町町字寺沢/宮西）
- 愛知県道37号岡崎作手清岳線（宮崎街道）（岡崎市宮崎町字東ノ切・字清水沢西間で重複）
- 愛知県道382号足山田大代線（岡崎市大代町字落合）
- 愛知県道332号大代赤坂線（岡崎市大代町字三森/宮前）
- 愛知県道21号豊川新城線（千両町交差点）
- 愛知県道31号東三河環状線（新道：大崎町北交差点）
- 豊川市道三蔵子一里塚大道線（旧・愛知県道498号三蔵子一宮線：本野町東浦交差点）
- 愛知県道31号東三河環状線（旧道：本野町東浦交差点）

## 沿線・周辺
- 岡崎市立千万町小学校
- 千万町坂：頂上の標高465m
- 岡崎市立宮崎保育園
- 宮崎郵便局
- 岡崎市額田宮崎診療所
- 乙女川：男川の支流
- 岡崎市立大雨河小学校（2010年3月閉校）
- 額田南部工業団地
- 杣坂峠：標高293m
- 愛知県警察 豊川警察署千両駐在所
- 佐奈川
- セブン-イレブン 豊川大崎町店
- 桃山ラーメン 豊川店
- 豊川市立三蔵子小学校
- 豊川三蔵子郵便局
- ヤマトストアー 本野町店（スーパー）
- 新鮮市場クックマート 本野町店

## 別名
- 千両街道（豊川市、終点から直進した先の桜木通までも含む）